# Bařiny (Valašská Bystřice)

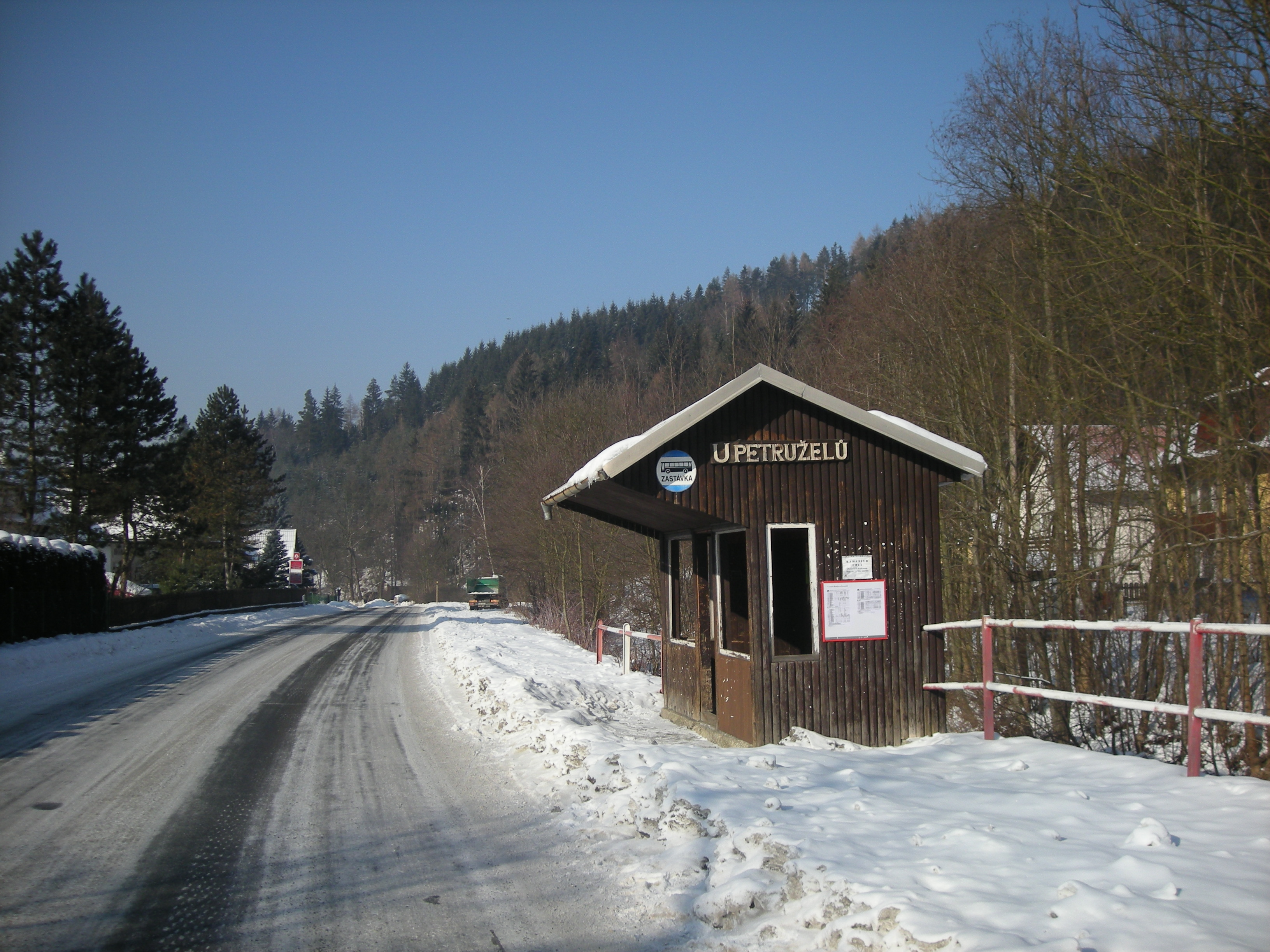
Autobusová zastávka U Petruželů

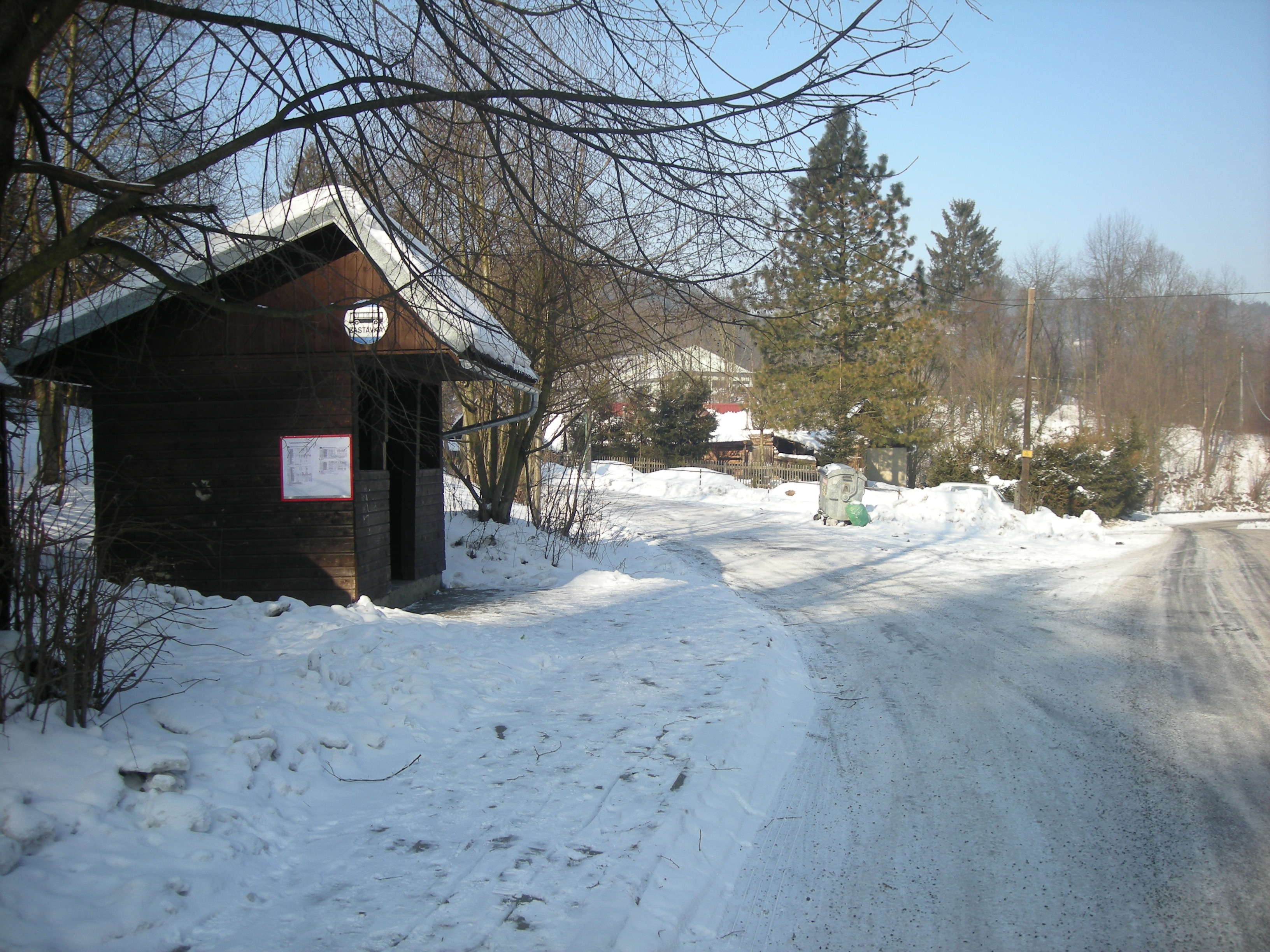
Autobusová zastávka Hajdůšky (točna)

Osada Bařiny je část obce Valašská Bystřice, která se nachází necelý 1 km západně od centra obce na dolním konci.

## Etymologie
Bařiny získaly svůj název díky mnohým močálům a bažinám, které se zde vyskytovaly; dodnes na Bařinách existují vlhké podmáčené části luk. Samotný výraz „Bařiny“ se poprvé objevuje v zápiscích bystřických pamětníků v roce 1919.

## Geografie
Bařiny celkově tvoří poměrně hluboké údolí, jehož střed leží v nadmořské výšce zhruba 460 metrů. Středem protéká říčka Bystřice, jejíž přítoky na Bařinách tvoří potok Brůčko (jižní strana, pramenící vysoko ve Vsetínských vrších na území obce Malá Bystřice. Ze severních svahů sem stéká z bystřické části Hory soustava malých vodních toků známá jako Potoky. Mezi výrazné kopce nad Bařinami patří Kyčerka (642 m) na jihu a Těnkovec (556 m) na severu.
Bařiny tvoří na západě hranici Valašské Bystřice s Malou Bystřicí a Velkou Lhotou.

## Obyvatelé
Na začátku roku 2012 žilo na Bařinách 109 obyvatel v celkem 80 trvale osídlených domech, ke kterým se může přičíst mnoho rekreačních objektů.
Bařiny se dělí na tyto části:
- Hajdůšky
- Holomúc
- Gruň
- Podlesí
- Santov
- Tisové

### Významné osobnosti
- Marie Bognerová (1931–1997), akademická malířka, na Bařinách strávila 30 let svého života

## Doprava
Na Bařiny byla v roce 1955 zavedena pravidelná autobusová doprava ČSAD (od roku 2021 Transdev Morava a TQM). Do centra Valašské Bystřice, ale také do Rožnova pod Radhoštěm a zpět je zajištěno četné celodenní spojení.
Stojí zde 3 autobusové zastávky:
- U Petruželů
- Hajdůšky (známá také jako Bařiny, točna)
- Farma ZD

## Kultura, turistika a sport
V roce 1670 se zaznamenává, že v blízkosti nynější zastávky U Petruželů sál první bystřický mlýn, jehož vlastníkem rodina Petruželů byla až do konce 18. století, kdy byl mlýn při povodních poškozen a rozebrán.
Bařiny jsou známé především díky místnímu Penzionu Na Bařinách s koňskou jízdárnou, jehož historie sahá již do 19. století, a Penzionu Horalka. Dále v této části leží dvě fotbalová hřiště.
Bařiny jsou známé také jako důležitá spojnice mezi Valašskou Bystřicí a obcemi směrem na Bystřičku s tamější přehradou, dále jsou důležité pro turisty směřující na kopec Santov. V Tisovém se nachází rozsáhlý průmyslový areál.